# Еміл Кременлієв
Еміл Кременлієв (болг. Emil Kremenliev, нар. 13 серпня 1969, Софія) — болгарський футболіст, що грав на позиції захисника. Почесний громадянин Софії.
Виступав, зокрема, за клуби «Левскі» та ЦСКА (Софія), а також національну збірну Болгарії.
Дворазовий чемпіон Болгарії. Дворазовий володар Кубка Болгарії.

## Клубна кар'єра
У дорослому футболі дебютував 1989 року виступами за команду клубу «Славія» (Софія), в якій провів чотири сезони, взявши участь у 77 матчах чемпіонату.
Своєю грою за цю команду привернув увагу представників тренерського штабу клубу «Левскі», до складу якого приєднався 1993 року. Відіграв за команду з Софії наступні чотири сезони своєї ігрової кар'єри. Більшість часу, проведеного у складі «Левскі», був основним гравцем захисту команди. За цей час двічі виборював титул чемпіона Болгарії.
1997 року уклав контракт з клубом ЦСКА (Софія), у складі якого провів наступні чотири роки своєї кар'єри гравця.  Граючи у складі софійського ЦСКА також здебільшого виходив на поле в основному складі команди.
Згодом з 2001 по 2002 рік грав у складі команд клубів «Уніон» (Берлін) та «Спартак» (Варна).
Завершив професійну ігрову кар'єру у клубі «Маре Дупніка», за команду якого виступав протягом 2002—2003 років.

## Виступи за збірну
1993 року дебютував в офіційних матчах у складі національної збірної Болгарії. Протягом кар'єри у національній команді, яка тривала трохи більше ніж три роки, провів у її формі 27 матчів. Дебют стався 8 вересня 1993 року в матчі зі Швецією у Софії (1:1), а остання гра була 18 червня 1996 у Ньюкаслі проти Франції (1:3).
У складі збірної був учасником чемпіонату світу 1994 року у США, чемпіонату Європи 1996 року в Англії.

## Титули і досягнення
- Чемпіон Болгарії (2):

«Левскі»: 1993-94, 1994-95
- Володар Кубка Болгарії (2):

«Левскі»: 1993-94
ЦСКА (Софія): 1998-99